# Dichagyris petersi
Dichagyris petersi là một loài bướm đêm trong họ Noctuidae.